# Алекперов, Аваз Акпер оглы
Аваз Акпер оглы́ Алекпе́ров (азерб. Əvəz Əkbər oğlu Ələkbərov; род. 23 июля 1952) — азербайджанский государственный и политический деятель, учёный, д.э.н., профессор, министр финансов Азербайджанской Республики (1999—2006). Заслуженный учитель Азербайджана (2017).

## Биография
Родился 23 июля 1952 года в селе Джиль Красносельского района Армении.
После окончания средней школы в 1969 году поступил в Азербайджанский институт народного хозяйства им.Д.Буниат-заде. В 1973 году окончил учетно-экономический факультет указанного института, получил специальность экономиста. После окончания института работал в Бакинском Главном строительном управлении бухгалтером-счетоводом.
С ноября 1973 года в течение года был на военной службе в Брестской области Белоруссии.
С июня 1975 года до октября 1981 года работал в тресте “Азмонтажсельстрой» Министерства сельского строительства Азербайджана на должности экономиста, старшего экономиста, начальника планового отдела, заместителя управляющего треста по экономическим вопросам. В 1980 году окончил Московский Институт усовершенствования руководящих работников им.В.В.Куйбышева.
С октября 1981 года до мая 1984 года работал старшим референтом в отделе планово-финансовых органов Совета Министров Азербайджанской ССР. С мая 1984 года до января 1991 года работал на должности заместителя заведующего отдела экономики Совета Министров Азербайджанской ССР.
С января по декабрь 1991 года работал управляющим Азербайджанского республиканского отделения Пенсионного Фонда СССР, с декабря 1991 года до октября 1992 года работал председателем правления  Пенсионного фонда Азербайджанской Республики. С октября 1992 года до июля 1999 года работал председателем Государственного фонда социальной защиты Азербайджанской Республики. Является одним из авторов закона «О  социальном страховании» в республике. Под его непосредственным руководством разработаны и были впервые  приняты «Налоговый Кодекс», «Закон о государственном бюджете», «Закон о бюджетной системе» республики.
С июля 1999 года до апреля 2006 года по указу Президента Азербайджанской Республики работал на должности министра финансов Азербайджанской Республики. Имеются большие заслуги в формировании экономической, фискальной, монетарной и  социальной политике в республике. Являлся сопредседателем межгосударственной экономической комиссии Азербайджан-США, был  управляющим (по Азербайджану) Международного Валютного фонда, Исламского банка развития, Черноморского банка торговли и развития, Европейского банка реконструкции и развития, Банка развития Азии. Он выступал на международных и двусторонних межгосударственных конференциях в США, Великобритании, Китае, Турции, Швейцарии, Бельгии, Норвегии, России, Саудовской Аравии, Дании, Индии и других странах. Был председателем Наблюдательного Совета «Международного Банка» и «Капитал» банка Азербайджана
В 2000-2013-гг. являлся членом Политсовета Партии Новый Азербайджан (ЙАП). На сегодняшний день является членом Правления и Политсовета организации ЙАП по Насиминскому району г. Баку.

## Научная деятельность
30 сентября 2003 года в Институте Экономики  Национальной Академии Наук Азербайджанской Республики защитил кандидатскую диссертацию на тему: «Проблемы формирования и развития социального страхования в рыночных условиях в Азербайджане» (научный руководитель известный экономист, доктор экономических наук, профессор, заслуженный деятель науки Тофик Кулиев, официальные оппоненты д.э.н., проф. Камиль Шахбазов, к.э.н., доц. Аделя Гезалова, ведущая организация – Российская Академия труда и социальных отношений).
15 января 2008 года защитил докторскую диссертацию по теме: «Проблемы финансово-бюджетного регулирования социально-экономического развития» на разовом Диссертационном Совете, созданным ВАК при Президенте Азербайджанской Республики (официальные оппоненты – член корреспондент НАН Азербайджанской Республики Али Нуриев, д.э.н., проф. Мамедгасан Мейбуллаев  и д.э.н., проф. Рафик Алиев, ведущая организация – Научный Исследовательский институт экономических реформ при Министерстве экономического развития АР) и получил ученую степень доктора экономических наук. Кандидатская и докторская диссертационные работы выполнены в Институте Экономики НАН Азербайджана. Затем он занимался научными делами.
В республиканском и мировом масштабе на общественно-политические и экономические темы опубликованы более 500 статей. Из них более 80-ти научных трудов, в т.ч. 5 монографий, 1 библиографическая книга, 1 учебник и 4 учебных пособий. С февраля 2016 года работает в Азербайджанском Государственном Экономическом Университете заведующем кафедрой «Финансы и финансовые институты», является председателем президиума «Клуба профессоров».
Под его научным руководством выполняется 5 диссертационных работ на соискание степени доктора философии по экономики и 2     диссертационных работ на соискание степени доктора экономических наук.
2019 ВАК при Президенте Азербайджанской Республики ему присвоил научное звание профессора по кафедре «Финансы и финансовые институты».
В Москве 2019 году в знаменитом Издательстве «Экономика» была издана многотиражная монография «Анатомия глобального экономического кризиса» в соавторстве профессором Т. Кулиевым (рецензенты- зав. кафедрой Мировой Экономики Российского Экономического Университета им. Плеханова, заслуженного деятеля науки РФ, члена корр. Академии Наук РФ, проф. Р.И. Хасбулатова и директора Научно-Исследовательского Института Международных Экономических отношений Финансового Университета при Правительстве РФ, заслуженного экономиста, проф. В.В. Перская).
На 37-й Всемирной научной конференции - «Проблемы устойчивого развития социально - экономического процесса» выступил на тему: «Исследование индекса финансовой устойчивости банковского сектора», материал которой был опубликован на базе в Web of Science.
15 мая 2019 года был удостоен «Послом Мира» ООН за заслуги в области мировой науки и экономики.
20 июля 2017 года Указом Президента Азербайджанской Республики он получил почетное звание «Заслуженный педагог» за его эффективную работу в области образования в Азербайджане.
В совершенстве владеет азербайджанским, русским, и турецким языками. Женат, имеет 2-х сыновей и внуков.

## Общественные и научные звания и награды
- Действительный член Международной академии менеджмента (2005)
- Медаль «100 летя профсоюзов Азербайджана» (2006)
- Знак «Укрепление таможенного сотрудничества» (2006)
- Золотая медаль «Лучший патриотический исследователь-ученый» по решению Европейского пресс-центра (2016)
- Действительный член Европейской академии естественных наук (2016)
- Почетной посол культуры и мира Турко язычных стран (2017)
- За заслуги в сфере науки и образования удостоен Европейского ордена Организации Объединенных Наций (2017)
- Заслуженный учитель Азербайджанской Республики (2017)
- Международная Академия Наук Турецкого Мира, «Премия Ататюрка» (2018)
- Европейской академии естественных наук медаль Готфрид Вильгельм Лейбница (2018)
- Заслуженный деятель науки Европы (2018)
- «Посол мира» за службу мировой науки и экономики Организации Объединенных Наций (2019)
- Международная медаль Леонарда Эйлера за заслуги в мировой науке Организации Объединенных Наций (2019)
- Международная премия ООН «Ученый года» за заслуги перед мировой наукой и образованием (2019)
- Орден "European Leader Star" за заслуги перед мировой наукой и образованием Организации Объединенных Наций (2020)